# Port-d'Envaux
Port-d'Envaux är en kommun i departementet Charente-Maritime i regionen Nouvelle-Aquitaine i västra Frankrike. Kommunen ligger  i kantonen Saint-Porchaire som ligger i arrondissementet Saintes. År 2022 hade Port-d'Envaux 1 170 invånare.

## Befolkningsutveckling
Antalet invånare i kommunen Port-d'Envaux
Referens:INSEE